# Саррагюзан
Саррагюза́н (фр. Sarraguzan) — коммуна во Франции, находится в регионе Юг — Пиренеи. Департамент — Жер. Входит в состав кантона Мьелан. Округ коммуны — Миранд.
Код INSEE коммуны — 32415.

## География
Коммуна расположена приблизительно в 630 км к югу от Парижа, в 95 км западнее Тулузы, в 38 км к юго-западу от Оша.
На западе коммуны протекает река Буэс, а на востоке — река Ос.

## Климат
Климат умеренно-океанический. Лето жаркое и немного дождливое, температура часто превышает 35 °С. Зимой часто бывает отрицательная температура и ночные заморозки. Годовое количество осадков — 700—900 мм.

## Население
Население коммуны на 2010 год составляло 97 человек.
| 1962 | 1968 | 1975 | 1982 | 1990 | 1999 | 2010 |
| ---- | ---- | ---- | ---- | ---- | ---- | ---- |
| 163  | 137  | 120  | 112  | 88   | 84   | 97   |

## Администрация
| Период | Период | Фамилия      | Партия | Примечания |
| ------ | ------ | ------------ | ------ | ---------- |
| 2001   | 2020   | Жак Бернишан |        |            |

## Экономика
В 2010 году среди 54 человек трудоспособного возраста (15-64 лет) 45 были экономически активными, 9 — неактивными (показатель активности — 83,3 %, в 1999 году было 76,7 %). Из 45 активных жителей работали 43 человека (25 мужчин и 18 женщин), безработных было 2 (0 мужчин и 2 женщины). Среди 9 неактивных 2 человека были учениками или студентами, 2 — пенсионерами, 5 были неактивными по другим причинам.

## Достопримечательности
- Церковь Нотр-Дам (XIX век)

## Фотогалерея

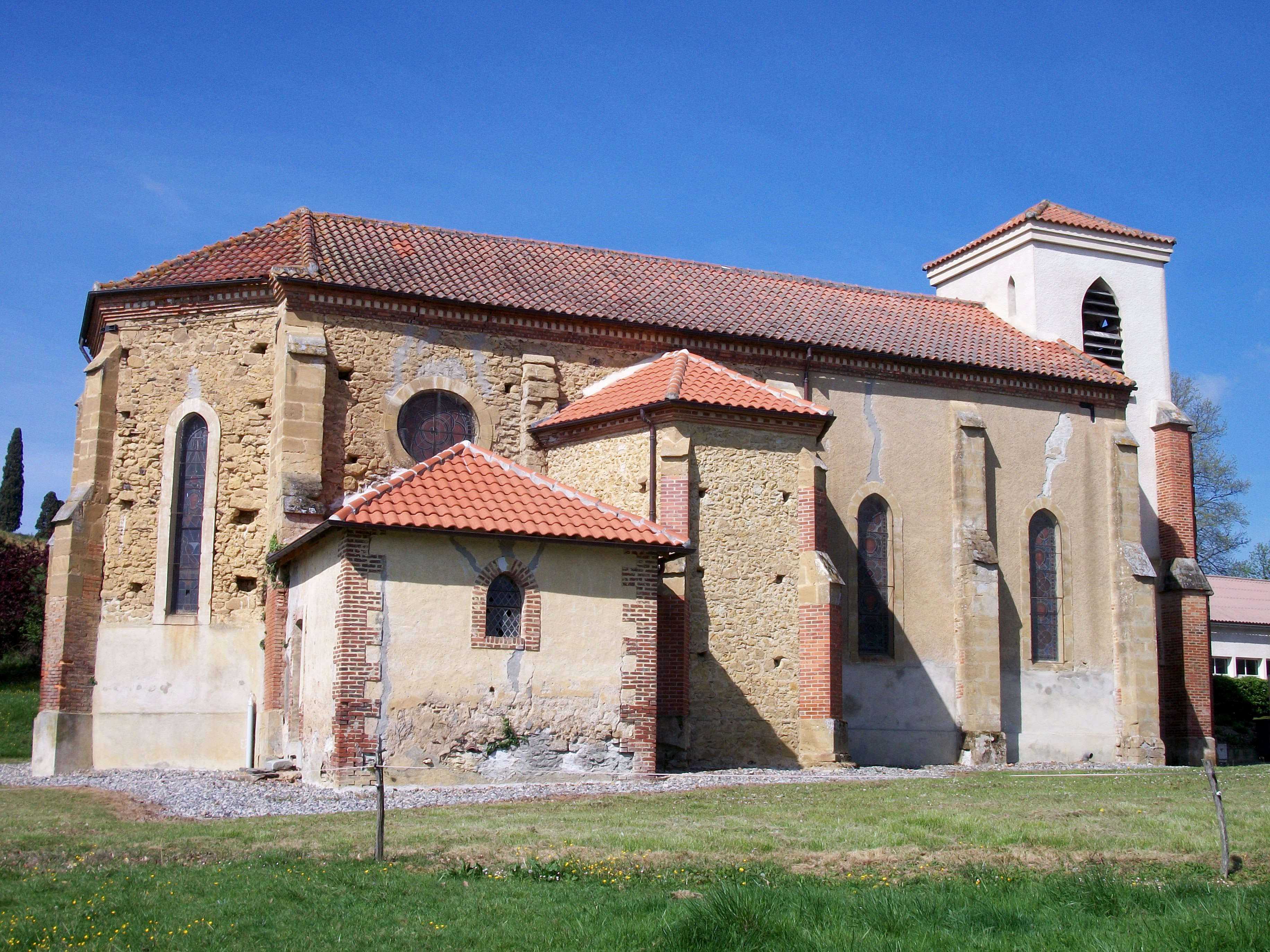
Церковь Нотр-Дам
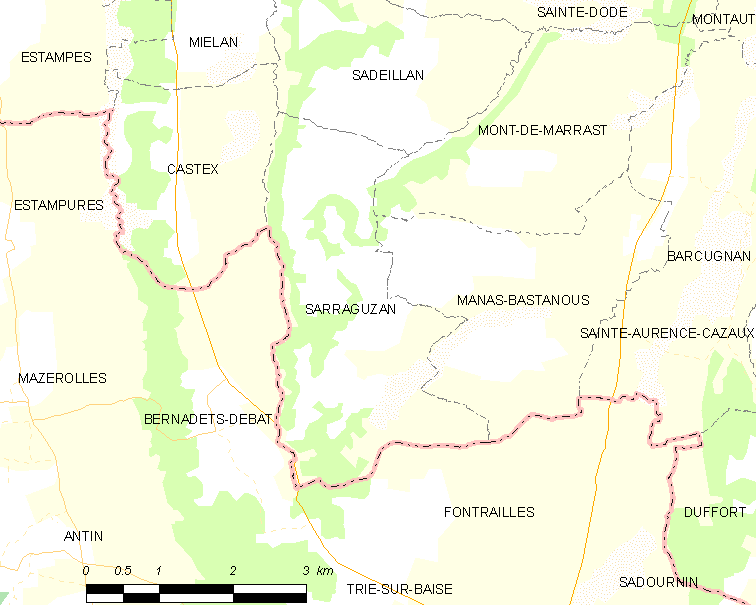
Карта коммуны